# 関山晃弘
関山 晃弘（せきやま あきひろ、本名：關山 晃弘（読み同じ）、1976年1月2日 - ）は、日本のアニメーションプロデューサー。バンダイナムコピクチャーズ所属。妻はアニメーターの原由美子。近年はせきやま あきひろの名義を用いる。

## 人物
神奈川県出身。1997年3月、スタジオコメット入社後、制作進行、設定制作、制作デスクを経て、『スクールランブル』にてプロデューサーに就任。同社に15年在籍した。

## 来歴
- 1994年、光明学園相模原高等学校普通科卒[1]
- 1996年、東京法科学院専門学校卒[1]
- 1997年、代々木アニメーション学院卒[1]
- 1997年3月、スタジオコメット入社[1]
- 2007年から2008年にかけての1年間、スタジオバルセロナ（現ディオメディア）に出向
- 2012年4月1日よりC2Cに移籍[1]、同社取締役副社長[3]。同社に8月まで所属[1]
- 2012年10月よりディオメディアに所属[1]
- 2013年6月、原と結婚[2]
- 2016年4月よりバンダイナムコピクチャーズに所属

## 作品

### テレビアニメ
1997年
- ケロケロちゃいむ（制作進行）

1998年
- 頭文字D（1stステージ、制作進行）
- 発明BOYカニパン（制作デスク、制作進行）

1999年
- 超発明BOYカニパン（制作デスク、制作進行）
- 将太の寿司（制作デスク）

2000年
- ビックリマン2000（-2001年、制作デスク）

2001年
- Dr.リンにきいてみて!（-2002年、制作デスク）

2002年
- ホイッスル!（制作デスク）

2003年
- 真・女神転生Dチルドレン ライト&ダーク（設定制作）

2004年
- マシュマロ通信（‐2005年、制作デスク）※韓国との共同作品
- スクールランブル（ラインプロデューサー）

2005年
- おねがいマイメロディ（‐2006年、プロデューサー）
- capeta（‐2006年、ラインプロデューサー）

2006年
- スクールランブル 二学期（ラインプロデューサー）

2007年
- Saint October（プロデューサー）
- こどものじかん（ラインプロデューサー）※スタジオバルセロナ出向時

2008年
- 乃木坂春香の秘密（ラインプロデューサー）※ディオメディア出向時

2009年
- 宙のまにまに（ラインプロデューサー）

2010年
- ジュエルペット てぃんくる☆（アニメーションプロデューサー）

2011年
- ジュエルペット サンシャイン（アニメーションプロデューサー）

2013年
- 問題児たちが異世界から来るそうですよ?（アニメーションプロデューサー）
- ぎんぎつね（アニメーションプロデューサー）
- 俺の脳内選択肢が、学園ラブコメを全力で邪魔している（アニメーションプロデューサー）

2014年
- 悪魔のリドル（アニメーションプロデューサー）

2015年
- 美男高校地球防衛部LOVE!（アニメーションプロデューサー）
- 聖剣使いの禁呪詠唱（アニメーションプロデューサー）
- 空戦魔導士候補生の教官（アニメーションプロデューサー）

2016年
- ヘボット!（プロデューサー）

2017年
- クラシカロイド（アニメーションプロデューサー）

2019年
- B-PROJECT～絶頂＊エモーション～（プロデューサー）
- 魔入りました!入間くん（-2020年、アニメーションプロデューサー）

2021年
- 魔入りました!入間くん（第2シリーズ、アニメーションプロデューサー）

2022年
- BIRDIE WING -Golf Girls' Story-season1（プロデューサー）
-  魔入りました!入間くん（第3シリーズ、アニメーションプロデューサー）

2023年
- BIRDIE WING -Golf Girls' Story-season2（プロデューサー）

2025年
- Aランクパーティを離脱した俺は、元教え子たちと迷宮深部を目指す。（制作協力）

### OVA
2005年
- スクールランブル 一学期補習（2005年）プロデューサー

2008年
- スクールランブル 三学期（2008年）ラインプロデューサー

2009年
- アニメ「冬のソナタ」～もうひとつの物語～ 序章（2009年）アニメーションプロデューサー

2011年
- Baby Princess 3Dぱらだいす0（2011年）アニメーションプロデューサー

## 註
1. 1 2 3 4 5 6 7 8 9 10  關山晃弘 (akihiro.sekiyama) - Facebook
2. 1 2  齋藤彩夏 (2013年6月25日). “結婚式のまき♡”.  ameblo 齋藤彩夏オフィシャルブログ「彩夏のブログ」. 2014年2月19日閲覧。
3. ↑  C2C 会社情報